# Nicolas-François Dupré de Saint-Maur
Nicolas-François Dupré de Saint-Maur (* 5. Januar 1695 in Paris; † 30. November 1774 ebenda) war ein französischer Wirtschaftswissenschaftler, Statistiker, Übersetzer und Mitglied der Académie française. Er ist nicht zu verwechseln mit seinem Sohn, dem Regionalverwalter Nicolas du Pré de Saint-Maur (1732–1791).

## Leben und Werk
Nicolas-François Dupré de Saint-Maur war der Vetter des Akademikers Jean-Baptiste-Henri de Valincour (dessen Mutter seine Tante war). Er machte eine Beamtenkarriere in der Pariser Finanzverwaltung und forschte über die Geldwertschwankungen in Vergangenheit und Gegenwart. 1746 und 1762 veröffentlichte er dazu Bücher, die in neuester Zeit wieder einen Verlag fanden. Er starb 1774 im Alter von 79 Jahren. Weitere von ihm hinterlassene finanzgeschichtliche Schriften sind Manuskript geblieben.
Daneben hatte Dupré fremdsprachliche und literarische Interessen. Er war mit Montesquieu befreundet. Seine Frau unterhielt einen literarischen Salon. Er lernte Englisch und übersetzte 1729 das epische Gedicht Paradise Lost von John Milton in französische Prosa (angeblich mit Unterstützung von Claude Jean Chéron de Boismorand, 1680–1740). Diese Leistung brachte ihm einen Sitz (Nr. 38) in der Académie française ein. Sein Text wurde ins Englische rückübersetzt.

## Werke
- (Übersetzer) Le Paradis perdu de Milton. Poëme héroïque traduit de l'anglois. Avec les remarques de M. Addisson. Paris 1729, 1736, 1743, 1765. Amsterdam 1770, 1781.
  - (Rückübersetzung ins Englische) The state of innocence, and fall of man, described in Milton's Paradise lost. Rendered into prose. With historical, philosophical, and explanatory notes. From the French of the Learned Raymond de St. Maur. By a Gentleman of Oxford [George Smith Green]. John Boyle, Aberdeen 1770.
    - (Nachdruck) Milton's Paradise lost, or, the fall of man. With historical, philosophical, critical, and explanatory notes, from the learned Raymond de St. Maur. Wherein the Technical Terms in the Arts and Sciences are explained; the original Signification of the Names of Men, Cities, Animals, &c. and from what Language derived, render'd easy and intelligible. Also the Mythological Fables of the Heathens, wherever referr'd to, historically related; difficult Passages cleared of their Obscurity; and the Whole reduced to the Standard of the English Idiom. In twelve books. Embellished with fourteen copper plates. Cengage Gale, Farmington Hills, Mich 2009.
- Essai sur les monnoies, ou Réflexions sur le rapport entre l'argent et les denrées. J.-B. Coignard, Paris 1746. Thomson Gale, Farmington Hills, Mich 2005.
- Recherches sur la valeur des monnoies et sur le prix des grains avant et après le concile de Francfort. Nyon, Paris 1762. Thomson Gale, Farmington Hills, Mich 2005.